# Cladangia semispherica
Espèce
Synonymes
- Astrea semispherica Defrance, 1826[1]

Cladangia semispherica  est une espèce éteinte de coraux de la famille des Rhizangiidae.